# Javier Aquino
Javier Ignacio Aquino Carmona (Oaxaca, 11 februari 1990) is een Mexicaans voetballer die doorgaans als rechtsbuiten speelt. Hij verruilde Villarreal CF in juli 2015 voor Club Tigres. Aquino debuteerde in 2011 in het Mexicaans voetbalelftal .

## Clubcarrière
Aquino debuteerde op 23 juli 2010 voor Cruz Azul in de Primera División de México tegen Estudiantes Tecos. Op 24 oktober 2010 maakte hij zijn eerste doelpunt in het betaald voetbal tegen Monarcas Morelia. In drie seizoenen maakte hij zeven doelpunten in 78 competitiewedstrijden voor de club. Op 28 januari 2013 werd Aquino getransfereerd naar Villarreal CF. Hij debuteerde voor Villarreal CF in de Segunda División tegen Hércules CF, als invaller voor Moisés Gómez. Op 19 augustus 2013 debuteerde hij in de Primera División tegen UD Almería. Hij viel in bij een 1–0 achterstand en hielp mee om de score om te buigen in een 2–3 overwinning, met een assist op Giovani dos Santos. In het seizoen 2013/14 speelde Aquino 32 competitiewedstrijden en kreeg hij speeltijd in vier duels om de Copa del Rey. Begin augustus 2014 leende Villarreal hem uit aan Rayo Vallecano. In de Primera División 2014/15 speelde hij mee in 24 competitiewedstrijden, waarbij hij in dertien duels in de basis begon en achttien keer bleef hij zitten op de reservebank.

## Interlandcarrière
Aquino maakte zijn debuut in het Mexicaans voetbalelftal op 4 juli tegen Chili in de Copa América 2011. Twee weken voor het wereldkampioenschap voetbal 2014, in een oefeninterland tegen Ecuador op 31 mei, brak Luis Montes zijn been na een botsing met de Ecuadoraan Segundo Castillo. Hierdoor moest hij noodgedwongen afzeggen voor de verdere voorbereidingen en deelname aan het WK laten schieten. Aquino werd opgeroepen als zijn vervanger. Hij speelde op het toernooi één wedstrijd: de verloren achtste finale tegen Nederland (1–2). Bondscoach Miguel Herrera nam hem in mei 2015 op in de Mexicaanse selectie voor de Copa América 2015, zijn tweede interlandtoernooi. In de eerste wedstrijd tegen Bolivia (0–0) op 12 juni verving Aquino Rafael Márquez na een uur spelen.

## Erelijst
| Pan-Amerikaans kampioen | 1x | 2011 |
| Olympisch kampioen      | 1x | 2012 |